# Jaime Silva
Jaime Silva (Santiago, 23 de febrero de 1934 – Las Cruces, 26 de diciembre de 2010) fue un destacado dramaturgo, escritor, guionista y director teatral chileno. Es especialmente recordado por su aporte al teatro infantil.

## Biografía

### Los inicios
Jaime Silva nació el 23 de febrero de 1934 en Santiago, Chile. Cursó su educación básica en el Colegio Saint George, donde se integró a la academia literaria El Joven Laurel, del poeta Roque Esteban Scarpa. Allí publicó sus primeras obras: Edipo, El otro Avaro y Muchacho de las alas. También en este período se inició como director de teatro, montando su obra La Rebelión.

### Período universitario
Al salir del colegio, estudió Actuación en la Universidad de Chile, perteneciendo a una de las generaciones con mayores logros. En 1958, siendo aún estudiante, estrenó La princesa Panchita, su primer trabajo en colaboración con el músico Luis Advis. Esta obra, en la cual participó también como actor, fue llevada de gira a Concepción y se mostró una temporada en el Teatro de Antonio Varas. Desde entonces se ha transformado en un texto emblemático del teatro infantil chileno y no ha cesado de ser representada a lo largo de todo el país.

### Período profesional
En 1959 estrena con el CADIP, Las Beatas de Talca, y en 1960 Los niños en el desván. En 1962, con el Teatro ICTUS estrenó Los grillos sordos. En 1963 su obra Arturo y el Ángel ganó el primer premio en el concurso organizado por Domingo Tessier en la Casa de la Cultura de Ñuñoa. Luego vendrían Juego de los niños, Las travesuras de Pablo Escobar y La Fantástica Isla de los Casianimales.
En 1968 tradujo y adaptó para el Instituto de Teatro de la Universidad de Chile (ITUCH) La comedia de las equivocaciones de William Shakespeare, la cual fue dirigida por Eugenio Guzmán. Paralelamente a su labor teatral, escribió por varios años los libretos para el programa de televisión Las aventuras de Cachencho, programa infantil de alto rating.
En 1969 el ITUCH estrena El evangelio según San Jaime, dirigida por Pedro Orthous, con música de Sergio Ortega y diseños de Guillermo Núñez. Esta obra causó gran polémica en su época de estreno, pues las autoridades eclesiásticas la vieron como una burla hacia Jesús. La Trilogía del Nuevo Mundo la escribió durante sus años de residencia en Canadá, donde estrenó la primera y tercera parte.
Con ocasión del 25º aniversario de la Universidad Austral de Chile, donde hizo clases entre 1974 y 1975, escribió, estrenó y dirigió el Oratorio escénico 1850 el 7 de septiembre de 1974. La obra contó con la participación de los alumnos de la Escuela de Teatro de la Universidad, con Malú Gatica en el rol protagónico. La música fue de Luis Advis.
Posteriormente ha estrenado Las Peregrinas de Concepción y tiene sin estrenar El lado oscuro de la Luna, La Violetera, y dos obras en un acto: El nacimiento de un poeta y Ratón Pérez. También tiene proyectado un volumen de poesía[cita requerida].
Silva dedicó gran parte de su vida a la docencia, tanto en Chile como el extranjero. También desarrolló una carrera como director con sus propios textos y de otros autores, clásicos y modernos. Se confesaba admirador de Samuel Beckett y Juan Radrigán. Con respecto a El evangelio según San Jaime ha dicho: 

Quiero dejar bien en claro que este no es el Evangelio tradicional, sino  mi recreación personal de la anécdota de los personajes. La vieja recreación, los intereses establecidos, están representados en el caso de mi pieza, por Dios Padre, en tanto que Jesucristo simboliza a los nuevos, a todos los que  buscan la justicia, la igualdad, el derecho de todos.

Quiero hacer un teatro popular, un teatro que llegue a todos, no solamente a quienes pueden ir al teatro hacer la digestión.

Falleció el 26 de diciembre de 2010 en su hogar de Las Cruces, producto de un cáncer de colon. Fue acompañado por su familia, colegas y alumnos hasta el cementerio de Cartagena, lugar donde descansan sus restos.

## Obra
- Edipo
- El otro Avaro
- Muchacho de las alas
- La Rebelión
- La princesa Panchita (1958), con música de Luis Advis.
- Las Beatas de Talca (1959)
- Los niños en el desván (1960)
- Los grillos sordos (1962)
- Arturo y el Ángel (1963)
- Juego de los niños
- Las travesuras de Don Dionisio
- La Fantástica Isla de los Casianimales
- El evangelio según San Jaime (1969), con música de Sergio Ortega y diseños de Guillermo Núñez.
- Oratorio escénico 1850 (1974), con música de Luis Advis.
- Trilogía del Nuevo Mundo,
- Las Peregrinas de Concepción
- El lado oscuro de la Luna
- La Violetera
- El nacimiento de un poeta
- Ratón Pérez

### Colaboraciones
- Canciones del 900, con música de Luis Advis.